# Helichrysum tricostatum
Helichrysum tricostatum là một loài thực vật có hoa trong họ Cúc. Loài này được (Thunb.) Less. mô tả khoa học đầu tiên.